# Virt
Virt é um município da Eslováquia, situado no distrito de Komárno, na região de Nitra. Tem 4,68 km² de área e sua população em 2018 foi estimada em 287 habitantes.

## Demografia
| Ano:        | 1994 | 2004   | 2014    | 2024    |
| ----------- | ---- | ------ | ------- | ------- |
| Broj ljudi: | 326  | 317    | 284     | 324     |
| Razlika:    |      | -2,76% | -10,41% | +14,08% |

| Ano:               | 2023 | 2024   |
| ------------------ | ---- | ------ |
| Número de pessoas: | 318  | 324    |
| Diferença:         |      | +1,88% |